# انریکو کوتزا
انریکو کوتزا (انگلیسی: Enrico Cotza؛ زادهٔ ۳ ژوئیهٔ ۱۹۸۸) بازیکن فوتبال اهل ایتالیا است.
از باشگاه‌هایی که در آن بازی کرده‌است می‌توان به باشگاه فوتبال کالیاری اشاره کرد.